# Gata (Cáceres)
Gata es una villa y municipio español, en la provincia de Cáceres, comunidad autónoma de Extremadura. Se sitúa en la sierra de Gata, al noroeste de la provincia de Cáceres, junto a Torre de Don Miguel.
El municipio tiene una población total de 1353 habitantes, de los cuales dos tercios viven en la villa de Gata y los demás en Moheda de Gata, un poblado de colonización situado en un exclave del término municipal al sur de Villasbuenas de Gata, junto a Moraleja.
La localidad de Gata recibió el título de villa en 1341. Moheda de Gata se fundó en el siglo XX. El municipio es conocido por la Torre de Almenara.

## Toponimia
Fue nombrada Catóbriga por los romanos y Albaranes en tiempo de los árabes. 

## Geografía física
Está ubicada al noroeste de la provincia de Cáceres, en el corazón de la sierra de Gata.  Tendida en la falda sur de las Jañonas 1367 m sobre el nivel del mar, coronada de robles, pinos, castaños y adornada por peñas de granito, emerge en medio de un mosaico de olivares por donde transcurre el río de la Rivera de Gata con sus aguas limpias y cristalinas.

## Historia

Armas de Carlos I de España, adoptadas por la villa en el.

La población tiene su origen en la localidad romana de Catobriga, situada junto a la Vía Dalmacia, calzada que comunicaba Caurium y Mirobriga, las actuales Coria y Ciudad Rodrigo. En 1212, Alfonso IX de León reconquistó Gata y la torre de la Almenara a los moros, tras cinco siglos de ocupación musulmana. Los moros denominaban a este lugar Albaranes. En 1253, Alfonso X el Sabio donó al obispo de Coria la localidad, dándole con la donación el nombre de Hispania. En 1257, ya denominada Gata, fue donada por el obispo a la Orden de Alcántara, que la convirtió en una aldea dependiente de la encomienda de Santibáñez el Alto.
Las autoridades de Santibáñez el Alto abusaban de su poder contra los habitantes de este lugar, lo que provocó una despoblación. Para frenar esta despoblación, el maestre de la orden convirtió a Gata en una villa exenta en 1341. Enrique II de Castilla confirmó la exención en las Cortes de Burgos de 1367. En 1410, la iglesia de la villa albergó el capítulo general de la Orden de Alcántara, siendo maestre Sancho de Aragón. El último maestre de la orden, Juan de Zúñiga y Pimentel, estableció a finales del siglo XV en Gata la Academia del Maestre, dirigida por el humanista Antonio de Nebrija. Por esta época había un destacable asentamiento judío en Gata, que con la expulsión de 1492 fue en su mayor parte a exiliarse en el vecino Portugal.
En la Guerra de las Comunidades de Castilla, la villa de Gata apoyó al bando realista, y el rey Carlos I agradeció el apoyo de la villa dándole sus armas como maestre de la orden como nuevo escudo, sustituyendo a la gata con la cruz de Alcántara. En el siglo XVI, cuatro gateños participaron en la conquista americana. En 1575 el concejo de Gata compró la dehesa del Fresno por siete mil ducados. En 1591 se dividió la orden de Alcántara en partidos y se creó el partido de Gata, predecesor histórico y geográfico de la actual mancomunidad de la Sierra de Gata. La expulsión de los moriscos fue notoria en la zona, pues en 1614, al venderse sus bienes, se obtuvieron 156 873 maravedíes.
En la Guerra Peninsular destacó Gata por su defensa y lucha heroica contra el invasor francés.
A la caída del Antiguo Régimen la localidad se constituye en municipio constitucional en la región de Extremadura, Partido Judicial de Gata que en el censo de 1842 contaba con 570 hogares y 3122 vecinos.
En 1954 se fundó la pedanía de Moheda de Gata.

## Demografía
Gata cuenta con una población de 1353 habitantes (INE 2024).
| Gráfica de evolución demográfica de Gata entre 1842 y 2021                                                          |
| |
| Población de derecho según los censos de población del INE Población de hecho según los censos de población del INE |

La población se distribuye así entre los núcleos de población del municipio:
| Localidad          | 2002 | 2005 | 2008 | 2011 | 2014 |
| ------------------ | ---- | ---- | ---- | ---- | ---- |
| Gata (villa)       | 1156 | 1073 | 1036 | 981  | 927  |
| Gata (diseminados) | 18   | 26   | 41   | 48   | 55   |
| La Moheda de Gata  | 672  | 654  | 621  | 619  | 636  |
| Total              | 1846 | 1753 | 1698 | 1648 | 1618 |

## Transportes
La principal vía de acceso a la villa es la carretera provincial CC-6.1, que une Gata con el cruce de las carreteras autonómicas EX-109 y EX-205. Además, al este de la villa sale hacia el sur el camino rural CC-6.2, que lleva a Torre de Don Miguel.

## Servicios públicos

### Educación
La capital municipal forma parte del CRA Almenara de Torre de Don Miguel. La Moheda tiene su propio colegio público de educación infantil y primaria, el CEIP Los Conquistadores.

### Sanidad
Hay un consultorio de atención primaria en Gata y otro en La Moheda.

## Patrimonio
La villa de Gata fue declarada Bien de Interés Cultural mediante el "Decreto 28/1995, de 21 de marzo, por el que se declara Bien de Interés Cultural, con categoría de Conjunto Histórico, la localidad de Gata", publicado en el Diario Oficial de Extremadura el 1 de abril de 1995.

### Castillo oTorre de Almenara
Esta torre que su nombre en árabe quiere decir Fortaleza, se hizo indudablemente para la defensa de este pueblo. Está a poco más de media legua de distancia de Gata y sobre un encuesto y pedregoso cerro. La torre es pentagonal y aunque antaño gozaba de gran esplendor hoy en día está totalmente en ruinas. La rodea una barrera seca de piedra, dentro del recinto, junto a las murallas se encontraban las caballerizas, con dos habitaciones encima y la torre del homenaje, único resto persistente en la actualidad. Está hecha con piedra y cal, con sillares en sus cinco esquinas. Aún perdura parte del baluarte redondo situado delante de la puerta. Desde aquí se accedía a la torre por una escalera de mano, a modo de puente levadizo, con el fin de asegurar su aislamiento y seguridad para la defensa. Resaltar que la vista desde lo alto recompensa el esfuerzo de la subida.

### Arquitectura popular

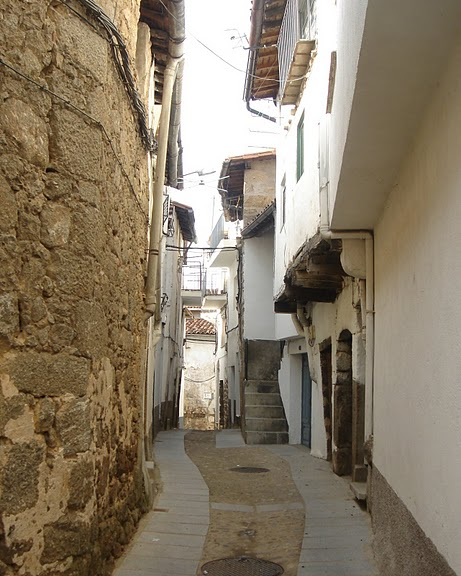
Calle en la villa.

Algunas de las características básicas del urbanismo y la arquitectura popular de Gata son: sus casas altas, de dos y aun de tres pisos, ocupando el bajo las bodegas y cuadras, el del medio las salas y dormitorios y el alto la cocina sin chimenea, que no se usa, despensa y desvanes, construidas con piedra y argamasa de tierra obscura. Los materiales utilizados en la construcción de las viviendas básicamente son: el granito, la cal morena y arena del río, aparecen en el subsuelo rocas de tipo granítico que también fueron aprovechadas para construir las viviendas.
En algún edificio se puede apreciar cómo la parte más alta de la vivienda es de entramado de madera y adobe algo más abajo aparece el ladrillo. Los solados de las calles se resolvieron a lo largo de la historia con empedrados de pequeños trozos de granito y cantos rodados de los cauces.
En la actualidad la política municipal trata de recuperar el antiguo empedrado, si bien modificándolo para concretar aceras de piezas de granito más cómodas, manteniendo el centro de la calle de cantos rodados y piedra gajada. Predomina el tono ocre en los acabados de las fachadas, hay ciertas zonas como la Plaza de la Constitución, donde se están imponiendo, sobre todo en las segundas y terceras plantas, el color blanco, lo cual mixtifica en cierta medida la pureza del caserío de arquitectura popular.
Los vanos de acceso a las viviendas, son rectangulares, formados por jambas y gran dintel de granito. En la tipología de los vanos de las ventanas predomina el rectangular y en menor proporción el cuadrado, formados por pequeñas jambas y dintel de granito.
Perviven aún algunos huecos con arquillos conopiales y pequeños antepechos labrados que trasladan su gracia a ciertas fachadas con una sencillez y armonía dignas de admiración.
Durante el siglo XVI aparece la construcción de ciertas piezas que Guerra Hontiveros llama «balcones», cuya finalidad fue impedir el paso del sol y evitar que el vino depositado en las bodegas se recalentase y se perdiese.

### Otros edificios civiles

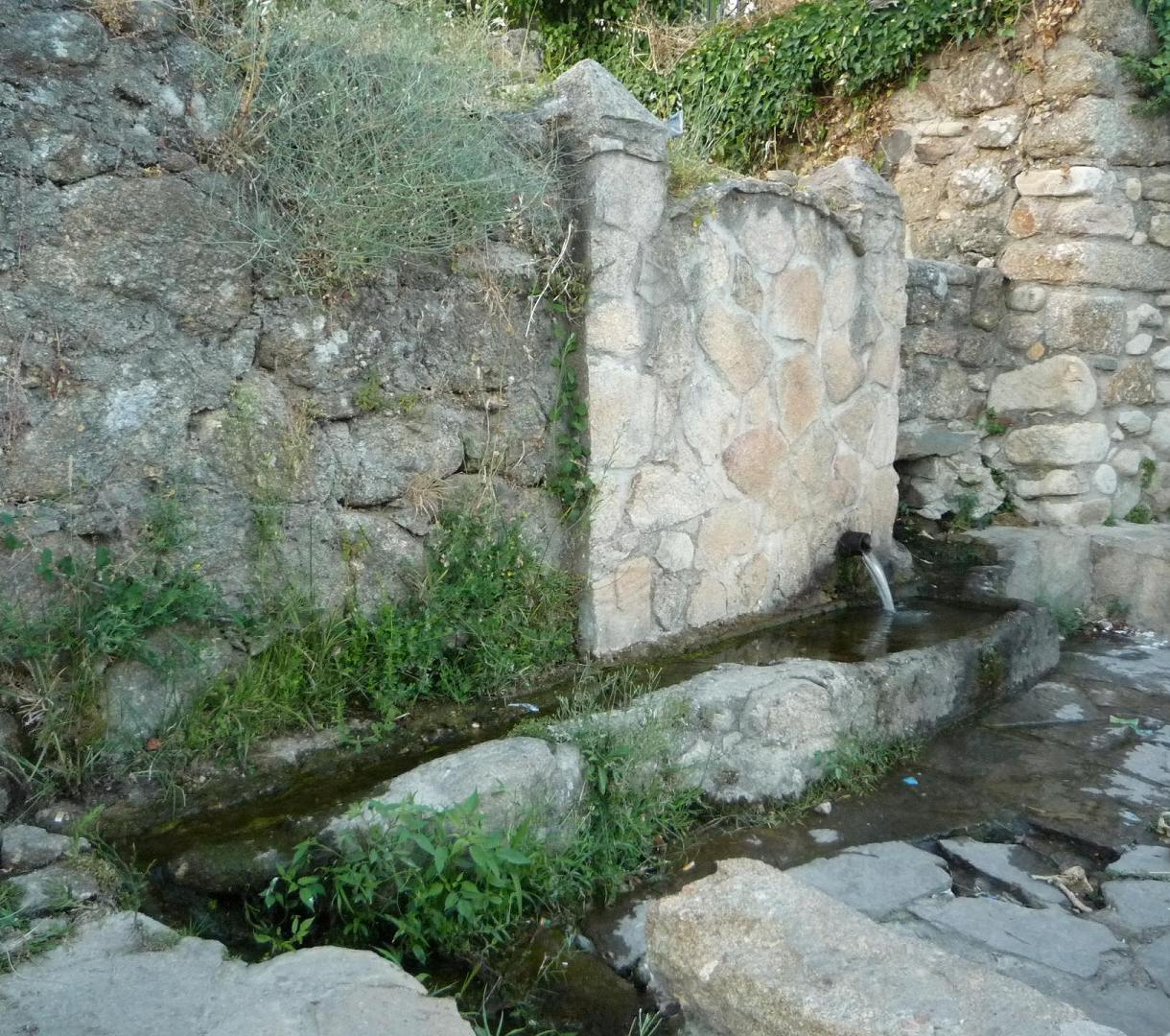
Pilar del Pinche.

En la plaza de la Constitución se ubica el Ayuntamiento; el edificio ha sido remozado, conservando un porche con cinco arcos de medio punto entre pilastras cuadradas de piezas de granito, con piedra barroqueña; en la calle Campito existe un palacete con jambas y dinteles de piezas de granito y otras dos ventanitas con arco conopial que confieren al edificio un elegante juego de huecos y macizos; en la Plaza de las Órdenes se encuentra otro palacio que probablemente fue sede en la Encomienda de la Orden de Alcántara; esquina a la calle Hospital existe otro edificio cuya parte baja forma un pasadizo con tres columnas de granito y dos pilastras cuadradas; otras coronas y palacetes han sido restauradas en época reciente, consiguiéndose fachadas a base de sillarejos.
Entre las fuentes dignas de mención destaca la denominada de «El Chorro» situada frente al costado del evangelio de la Iglesia Parroquial, presenta un frontal de sillería de granito y el escudo de armas de Carlos I.
El emperador Carlos I sustituye el escudo de la localidad, formado por una gata sentada bajo la cruz de Alcántara, por el escudo de Carlos I. Una fiel réplica de este escudo se encuentra en Gata, en el frontal de la fuente de "El Chorro". 
Tiene esta joya de la heráldica española corona abierta, propia de los Reyes Católicos y el águila no es bicéfala, como era costumbre y uso en los escudos de Carlos I. Sin embargo, lo que más llama la atención es que el águila de este blasón mira hacia la izquierda. Cuando así acontece, acorde con la Heráldica, significa que la persona en cuyo honor se hace el escudo es hijo bastardo. Aunque no existen pruebas documentales, y normal es que así ocurra si hubiera sido cierta la intención del picapedrero, se deduce que el cantero que realizó esta obra en una sola piedra enteriza, bien pudiera haber sido algún judío converso de los que se quedaron en Gata que quiso vengarse.

### Arquitectura religiosa
La iglesia parroquial de San Pedro data de 1508 en los inicios de las obras, concluyendo las mismas en 1609. Compuesta de tres puertas; la principal de ella es la de poniente labrada con un arco de cantería en redondo con una moldura y las otras dos puertas caen al norte y al mediodía. Madoz describe al templo con su esquematismo habitual: «El edificio es sólido, de piedra de sillería, todo de bóveda; tiene una sola nave de 33 varas de longitud, 12 de latitud y 27 de elevación, con una capilla, sacristía y bautisterio igual piedra y fábrica, que se conoce a primera vista se hicieron con posterioridad a la iglesia. La torre, de planta cuadrada ocupa el ángulo sudooccidental de la iglesia, sobresaliendo la fachada, buena construcción de cantería, con doble acceso, desde el interior a través del coro alto, y desde el exterior».
Otro edificio religioso es la ermita del Cristo del Humilladero, situada en la entrada principal de la población, en la que se puede observar dos partes perfectamente diferenciadas, correspondiente una a la primitiva edificación del siglo XVI y la otra a una ampliación que debió llevarse a cabo en el siglo XVIII.

## Festividades
Fiestas patronales : 25 de julio, por el Apóstol Santiago. 1.er domingo de agosto : es típico de esta localidad ir a la ermita de San Blas, a 5 kilómetros, ubicada en la Vía Dalmacia a escasos kilómetros de Castilla y León. 